# 沢崎誠
沢崎 誠（さわざき まこと、1955年1月13日-)は、日本プロ麻雀連盟所属のプロ雀士。群馬県安中市出身。東京理科大学中退。団体内での段位は九段。

## 経歴・人物
- 農家の次男として生まれる。小学校時代は蓄膿症に悩まされ、年間260日は早退か欠席していた[3]。
- 高校を卒業し上京して東京理科大学夜間部[3]に入学。昼間は配送業の仕事、夜は学校に通う日々の中で、麻雀に出会い没頭し、数ヶ月で中退[4]。26歳で離婚を経験した後[3]、友人の紹介で雀荘勤務を始めた。勤務先の店で定期的に行われていたプロアマ大会で結果を残し、29歳でプロ雀士に転身した[4]。
- プロ入り後はタイトル戦を全部見に行くようになり、麻雀名人戦での伊集院静の対局に感銘を受ける[3]。
- 勝負手ほど静かに息を潜めて痛烈なアガリを決めることから「マムシの沢崎」と呼ばれる[5][6]。
- 趣味は油絵[7]。日課にウォーキングや自炊を挙げるなど健康管理にも気を配っている[4]。
- 弟子に藤崎智や清水香織などがおり、実力や人柄を慕われている。

### プロ入り後
- 1996年、十段位優勝
- 2013年、最強戦優勝
- 2017年、麻雀日本シリーズ優勝
- 2018年5月、マスターズ優勝
- 2019年、麻雀日本シリーズ優勝
- 2020年、第14回モンド名人戦で予選を3位で通過し、初の決勝進出した。1回戦目は3位だったものの、2回戦目東場に満貫を決めると、南場で跳満・満貫をアガり、1回戦目トップのともたけ雅晴をトータルポイントで逆転した。オーラスで藤崎智から鮮やかな満貫を決め、名人戦で悲願の初優勝となった。
- 2020年10月、第16回モンド王座戦優勝[7]。
- 2021年2月、自身6度目の第37期鳳凰戦決勝卓につくももの、佐々木寿人に5.6ポイント差で敗れ、初制覇はならなかった[8]。

### Mリーグ
2019年7月9日、Mリーグの新設チーム・KADOKAWAサクラナイツより指名された。
2021年レギュラーシーズンでは、最終戦の直接対決まで個人MVPを瑞原明奈と争い、個人成績2位となった。終局直後、一礼して立ち上がろうとする瑞原へ、沢崎が「はい！おめでとう！」と握手を求めた。それに瑞原は目を潤ませ「ありがとうございます」と絞り出し、頭を下げた。短いやりとりだったものの、このシーンは視聴者の心を大きく打った。
2022年4月3日、原発性骨髄線維症との診断を受けたことで、病気療養のためセミファイナル終了後に入院し、以後の試合があった場合でも欠場することを発表。結局シーズン終了後の同年6月30日、「精神的・肉体的負担の予測が困難」「チームに所属する場合は試合以外にも様々な活動が必要になる」との理由から、チーム側から契約満了が発表された。

## 雀風
- 小島武夫に憧れ、一時は師事していた時もあった。一緒に打っていた時期もあったそうだが、小島とは2011年のモンド名人戦で手合わせするまで2年以上も顔を合わせていなかったとのこと。
- 基本的にオーソドックスであるが、前述の第5回モンド名人戦においてはテレビマッチを意識した手役狙いもしている。
- 比較的打牌は静かで牌を切る時は卓上に牌を置くような特徴的な打牌の仕方をする。リーチをかける際や勝負牌を切る時は打牌が強くなるが、解説をしていた荒正義は「（沢崎）誠は勝負をかけてくる時ほどそっと（牌を）切り出してくる。」と分析している。

## 獲得タイトル
- 第13期十段位
- 麻雀マスターズ（第16・27期）
- グランプリ2007
- 最強位（2013年）
- 麻雀日本シリーズ2017
- 麻雀日本シリーズ2019
- 第14回モンド名人戦（MONDO TV）

## Mリーグ成績
| シーズン | チーム               | 半荘 | 個人スコア | 個人スコア | 個人スコア | 最高スコア | 最高スコア | 4着回避率 | 4着回避率 | 連対率 | トップ率 | 平均 着順 | 1着 | 1.5 | 2着 | 2.5 | 3着 | 3.5 | 4着 | 参照   |
| シーズン | チーム               | 半荘 | Pt         | 順位       | 平均       | 点         | 順位       | 率        | 順位      | 連対率 | トップ率 | 平均 着順 | 1着 | 1.5 | 2着 | 2.5 | 3着 | 3.5 | 4着 | 参照   |
| -------- | -------------------- | ---- | ---------- | ---------- | ---------- | ---------- | ---------- | --------- | --------- | ------ | -------- | --------- | --- | --- | --- | --- | --- | --- | --- | ------ |
| 2019-20  | KADOKAWAサクラナイツ | 41   | 234.3      | 5/29       | 5.7        | 92,100     | 2/29       | 0.7317    | 15/29     | 61.0%  | 29.3%    | 2.38      | 12  | 0   | 13  | 0   | 4   | 1   | 11  | [ 13 ] |
| 2020-21  | KADOKAWAサクラナイツ | 21   | ▲280.6     | 27/30      | ▲13.4      | 66,400     | 7/30       | 0.6667    | 25/30     | 33.3%  | 14.3%    | 2.86      | 3   | 0   | 4   | 0   | 7   | 0   | 7   | [ 14 ] |
| 2021-22  | KADOKAWAサクラナイツ | 26   | 399.7      | 2/32       | 15.4       | 49,500     | 28/32      | 0.8846    | 4/32      | 69.2%  | 34.6%    | 2.08      | 9   | 0   | 9   | 0   | 5   | 0   | 3   | [ 15 ] |
| 通算     | 通算                 | 88   | 353.4      | 353.4      | 4.0        | 92,100     | 92,100     | 76.1%     | 76.1%     | 56.8%  | 27.3%    | 2.40      | 24  | 0   | 26  | 0   | 16  | 1   | 21  |        |

- 個人賞は規定打荘数（20半荘）以上の選手が対象
- 着順の1.5、2.5、3.5は1着同着、2着同着、3着同着

| シーズン               | チーム                 | 半荘                   | 個人スコア             | 個人スコア             | 最高スコア             | 4着回避率              | 連対率                 | トップ率               | 平着                   | 1着                    | 1.5                    | 2着                    | 2.5                    | 3着                    | 3.5                    | 4着                    |                        |
| シーズン               | チーム                 | 半荘                   | Pt                     | 平均                   | 最高スコア             | 4着回避率              | 連対率                 | トップ率               | 平着                   | 1着                    | 1.5                    | 2着                    | 2.5                    | 3着                    | 3.5                    | 4着                    |                        |
| セミファイナルシリーズ | セミファイナルシリーズ | セミファイナルシリーズ | セミファイナルシリーズ | セミファイナルシリーズ | セミファイナルシリーズ | セミファイナルシリーズ | セミファイナルシリーズ | セミファイナルシリーズ | セミファイナルシリーズ | セミファイナルシリーズ | セミファイナルシリーズ | セミファイナルシリーズ | セミファイナルシリーズ | セミファイナルシリーズ | セミファイナルシリーズ | セミファイナルシリーズ | セミファイナルシリーズ |
| ---------------------- | ---------------------- | ---------------------- | ---------------------- | ---------------------- | ---------------------- | ---------------------- | ---------------------- | ---------------------- | ---------------------- | ---------------------- | ---------------------- | ---------------------- | ---------------------- | ---------------------- | ---------------------- | ---------------------- | ---------------------- |
| 2019-20                | KADOKAWAサクラナイツ   | 7                      | 157.4                  | 22.5                   | 49,400                 | 100%                   | 71.4%                  | 42.9%                  | 1.86                   | 3                      | 0                      | 2                      | 0                      | 2                      | 0                      | 0                      |                        |
| 2020-21                | KADOKAWAサクラナイツ   | 3                      | ▲87.5                  | ▲29.2                  | 25,500                 | 33.3%                  | 33.3%                  | 0%                     | 3.33                   | 0                      | 0                      | 1                      | 0                      | 0                      | 0                      | 2                      |                        |
| 2021-22                | KADOKAWAサクラナイツ   | 4                      | ▲142.5                 | ▲35.6                  | 32,900                 | 25.0%                  | 25.0%                  | 0%                     | 3.50                   | 0                      | 0                      | 1                      | 0                      | 0                      | 0                      | 3                      |                        |
| セミファイナル通算     | セミファイナル通算     | 14                     | ▲72.6                  | ▲5.2                   | 49,400                 | 64.3%                  | 50.0%                  | 21.4%                  | 2.64                   | 3                      | 0                      | 4                      | 0                      | 2                      | 0                      | 5                      |                        |
| ファイナルシリーズ     |                        |                        |                        |                        |                        |                        |                        |                        |                        |                        |                        |                        |                        |                        |                        |                        |                        |
| 2019-20                | KADOKAWAサクラナイツ   | 5                      | ▲140.2                 | ▲28.0                  | 24,800                 | 60.0%                  | 20.0%                  | 0%                     | 3.20                   | 0                      | 0                      | 1                      | 0                      | 2                      | 0                      | 2                      |                        |
| 2020-21                | KADOKAWAサクラナイツ   | 2                      | ▲33.8                  | ▲16.9                  | 23,600                 | 100%                   | 0%                     | 0%                     | 3.00                   | 0                      | 0                      | 0                      | 0                      | 2                      | 0                      | 0                      |                        |
| ファイナル通算         | ファイナル通算         | 7                      | ▲174.0                 | ▲24.9                  | 24,800                 | 71.4%                  | 14.3%                  | 0%                     | 3.14                   | 0                      | 0                      | 1                      | 0                      | 4                      | 0                      | 2                      |                        |
| ポストシーズン通算     | ポストシーズン通算     | 21                     | ▲246.6                 | ▲11.7                  | 49,400                 | 66.7%                  | 38.1%                  | 14.3%                  | 2.81                   | 3                      | 0                      | 5                      | 0                      | 6                      | 0                      | 7                      |                        |

## 著書
- 「沢崎誠の強すぎる麻雀経験論」（2020年8月25日、マイナビ出版）ISBN 978-4839973995

## 作品

### 映画
- 雀鬼くずれ（2003年2月15日公開、ケイエスエス）監督:服部光則 闘牌指導:沢崎誠[16]